# WEIZAC

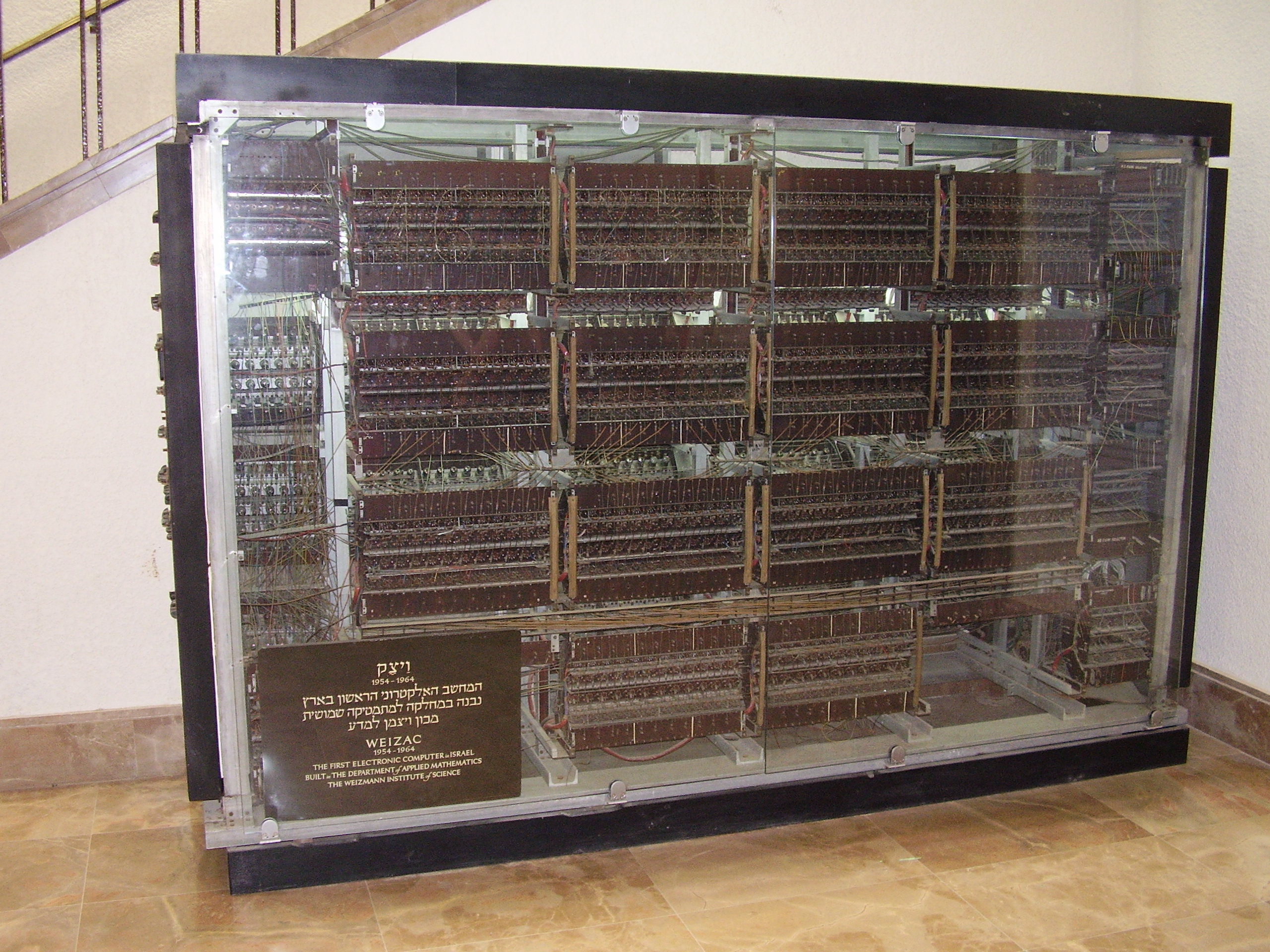
WEIZAC сьогодні

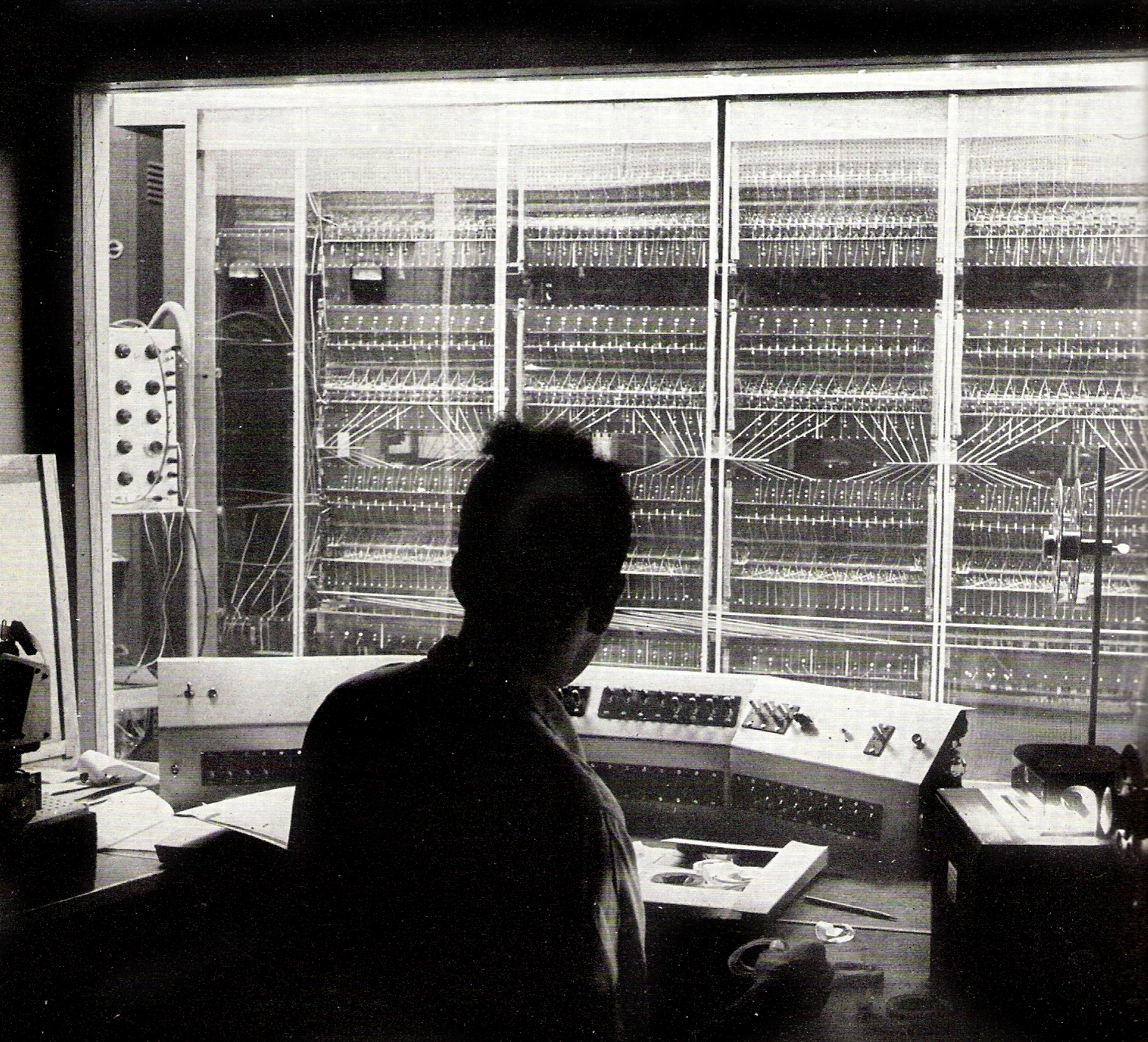
WEIZAC за роботою

WEIZAC (англ. Weizmann Automatic Computer) — перший комп'ютер в Ізраїлі, і один з перших електронних комп'ютерів з програмою що зберігається.
Комп'ютер був побудований в Інституті Вейцмана в 1954—1955 роках за прикладом IAS-машини, розробленої Фон Нейманом. Комп'ютер пропрацював до 29 грудня 1963 року, поки не був замінений більш досконалим комп'ютером — Големом
Як і інші машини цього періоду, цей комп'ютер був унікальний і не був програмно сумісний з іншими комп'ютерами, навіть того ж IAS-сімейства.

## Початок
Ініціатором проєкту WEIZAC був професор Хаїм Л. Пекеріс. Пекеріс працював в Інституті перспективних досліджень, коли фон Нейман розробляв там комп'ютер. Хаїм Вейцман, майбутній перший президент Ізраїлю, попросив Пекеріса створити факультет прикладної математики в Інституті Вейцмана (який тоді називався інститут Зіва), і Пекеріс захотів мати аналогічний комп'ютер, розміщений там же. Комп'ютер потрібен був Пекерісу як засіб для вирішення рівняння Лапласа для припливів океанів Землі, а також в інтересах всього наукового співтовариства Ізраїлю, в тому числі Міністерства оборони.
В липні 1947 року Консультативний комітет департаменту прикладної математики обговорив план будівництва комп'ютера. Серед членів Комітету були Альберт Айнштайн, який не вважав ідею розумною, і Джон фон Нейман, який підтримав її. В одній розмові фон Неймана запитали, «Що буде ця маленька країна робити з електричним комп'ютером?» Він відповів: «Не турбуйтеся за цю проблему. Якщо ніхто не буде користуватися комп'ютером, Пекеріс буде використовувати його весь час!»
У підсумку було прийнято рішення розпочати план. Хаїм Вейцман виділив для проєкту 50 000 доларів — 20 % від загального бюджету Інституту Вейцмана.
У 1952 році Джеральд Естрін, інженер-дослідник з проєкту фон Неймана, був обраний, щоб очолити проєкт. Він приїхав в Ізраїль разом зі своєю дружиною, Тельмою, яка була інженером-електриком і також брала участь у проєкті. Вони привезли з собою схеми, але не привезли деталей. Естрін пізніше прокоментував: «Коли я дивлюся назад, мені стає зрозуміло, що якби ми систематично виклали детальний план виконання, ми б, ймовірно, перервали проєкт». Після прибуття в Естріна склалося враження, що всі ізраїльські вчені, крім Пекеріса, думали, що смішно будувати комп'ютер в Ізраїлі.
Щоб залучити кваліфікований персонал для проєкту, було розміщено оголошення в газеті. Більшість заявників не мали документів про освіту, тому що вони були втрачені під час Голокосту або в імміграції, але в тісному Ізраїльському технічному співтоваристві кожен знав кожного. Проєкт WEIZAC також надав можливість для математиків та інженерів переїхати в Ізраїль без шкоди для їхньої професійної кар'єри.

## Технічні характеристики
WEIZAC був асинхронним комп'ютером, який оперував 40-розрядними словами. Інструкція складалася з 20-біт: 8-бітний код операції та 12-біт для адресації. Для вводу-виводу використовувалася перфострічка, а пізніше, в 1958 році, магнітна стрічка. Пам'ять була спочатку магнітним барабаном, що містила 1024 слів, а потім була замінена на швидші — 4096 слів пам'яті. У 1961 році пам'ять була розширена двома додатковими модулями в 4096 слів.

## Використання
В кінці 1955 року WEIZAC здійснив перший розрахунок. Згодом він був використаний для вивчення таких проблем, як глобальні зміни припливів і відливів, землетрусів, атомної спектроскопії, рентгенівської кристалографії, випадкового блукання, чисельного аналізу і багато іншого. Комп'ютер виявив існування амфідромічної точки в Південній Атлантиці, на якій не змінюється хвиля. Він також розрахував відношення між ядрами гелію і двох електронів, і дав результати, які пізніше були експериментально підтверджені в Брукхейвенській національній лабораторії.
WEIZAC був постійно зайнятий, і користувачі (особливо з інших установ) виражали розчарованість неможливістю отримати машинний час, і вимагали, більше доступних для використання комп'ютерів. Успіх WEIZAC призвів до визнання необхідності комп'ютерів і цифрових технологій в Ізраїлі, що, зрештою, заклало основу для комп'ютерної та технічної галузей ізраїльської промисловості

## Визнання
5 грудня 2006 року, IEEE визнав WEIZAC важливою віхою в історії електротехніки та обчислювальної техніки, і команда, яка його збудувала, була нагороджена медаллю.